# Комба (организация)

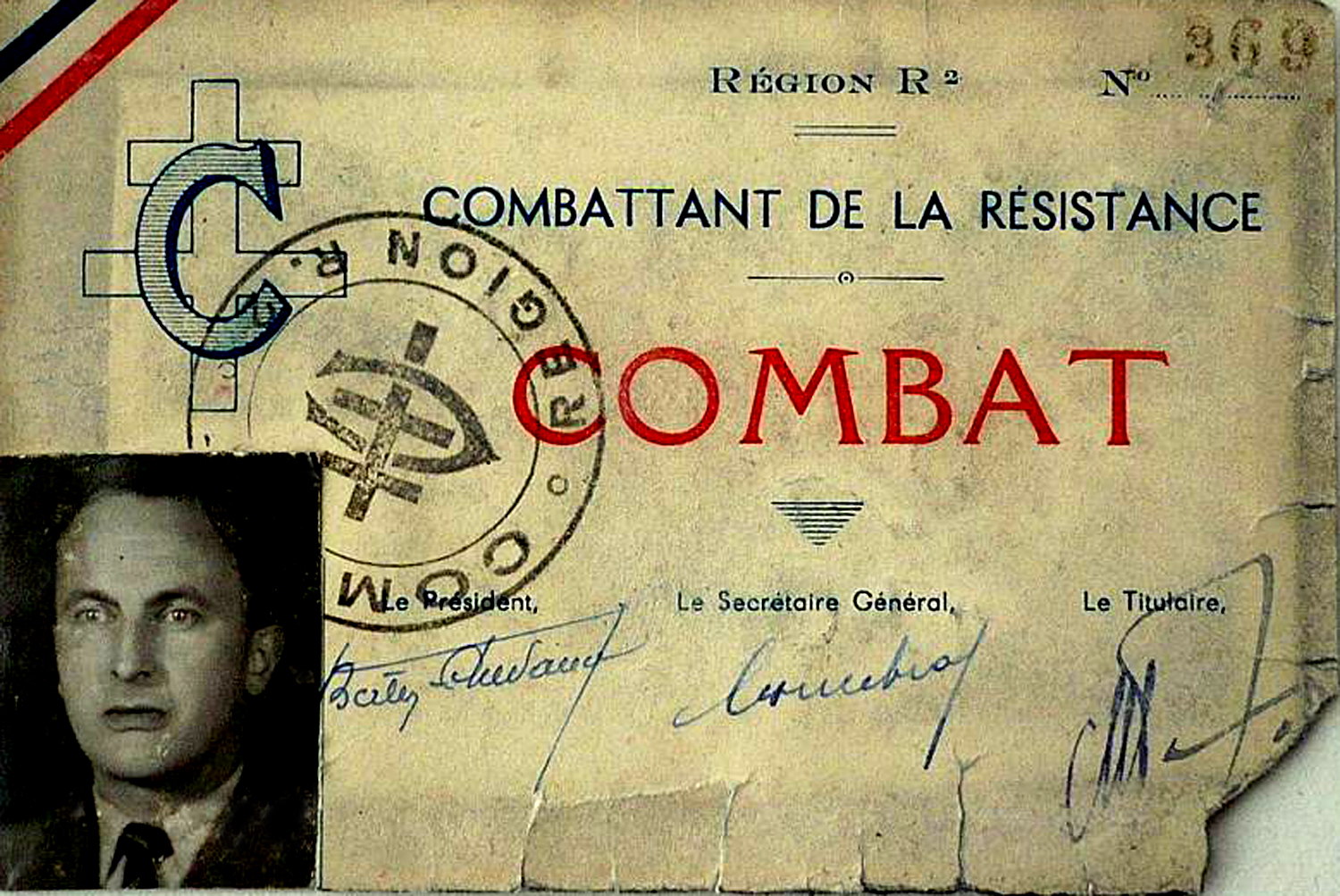
Бумаги участника организации из Марселя

«Комба́» (Combat в переводе с фр. — «борьба») — подпольная организация французского движения Сопротивления, которая была создана осенью 1940 года.

## История
В августе 1940 года в Лионе несколько офицеров французской армии создали подпольную организацию «Mouvement de libération nationale», руководителем которой стал участник боевых действий на линии Мажино, капитан французской армии Анри Френо.
В ноябре 1941 года организация взяла новое наименование — «Комба». В состав руководителей организации вошли А. Френей, Ф. де Ментон, К. Бурде, Ж. Бидо и другие.
В декабре 1941 года организация начала выпуск и распространение подпольной газеты Combat. Первый номер газеты был выпущен в Лионе. В 1943 году в газете начал печататься, а затем стал её редактором французский писатель Альбер Камю, вступивший в Комба в 1941 году.
В дальнейшем участники организации сумели установить контакты с участниками ещё нескольких подпольных групп.
В 1942 году в составе организации были созданы боевые группы (фр. groupes de choc).
Организация поддержала движение «Сражающаяся Франция» генерала Ш. де Голля, а в мае 1943 года представитель организации вошёл в состав Национального совета сопротивления.

## Некоторые члены
- Анри Френей, основатель «Комба»
- Давид Фойерверкер, раввин (в послевоенные годы служил в ВМС Франции), профессор истории, офицер Ордена Почётного легиона
- Рене Арди, дважды представал перед судом по обвинению в предательстве, которое привело к аресту ряда членов Сопротивления (в т.ч. Жана Мулена), оба раза был признан невиновным
- Роза Варфман, медсестра, узница Освенцима; офицер Ордена Почётного легиона
- Альбер Камю, писатель, журналист, философ-экзистенциалист.